# Равицький повіт
Равицький повіт (пол. powiat rawicki) — один з 31 земських повітів Великопольського воєводства Польщі.
Утворений 1 січня 1999 року в результаті адміністративної реформи.

## Загальні дані
Повіт знаходиться у південній частині воєводства.
Адміністративний центр — місто Равич.
Станом на 1.01.2008 населення становить 59 596 осіб, площа 553,52 км².

## Демографія
Демографічні дані повіту станом на 30.06.2005:
|       | Всього | Всього | Жінки  | Жінки | Чоловіки | Чоловіки |
| ----- | ------ | ------ | ------ | ----- | -------- | -------- |
|       | осіб   | %      | осіб   | %     | осіб     | %        |
| Повіт | 59 221 | 100    | 30 167 | 50,9  | 29 054   | 49,1     |
| Міста | 29 327 | 100    | 15 346 | 52,3  | 13 981   | 47,7     |
| Села  | 29 894 | 100    | 14 821 | 49,6  | 15 073   | 50,4     |